# Universiteit van Minya
De Universiteit van Minya (Engels: Minia University, Arabisch: جامعة المنيـا) is een openbare universiteit in de stad Minya, in Centraal-Egypte. De universiteit werd opgericht in 1976, toen ze afsplitste van de Universiteit van Assioet. In het embleem van de universiteit is het hoofd van Nefertiti te zien. Volgens de ranking van Webometrics is het de 12e universiteit van Egypte en staat ze op plek 57 in Afrika, op plek 59 in de Arabische wereld en wereldwijd op plek 3574.

## Faculteiten
De Universiteit van Minya heeft 17 faculteiten, namelijk:
- Faculteit Landbouwwetenschappen
- Faculteit Educatie
- Faculteit Natuurwetenschappen
- Faculteit Kunst en Cultuur (buiten de campus)
- Faculteit Schone Kunsten
- Faculteit Techniek (buiten de campus)
- Faculteit Geneeskunde
- Faculteit Lichamelijke Opvoeding
- Faculteit Tandheelkunde (buiten de campus)
- Faculteit Dar Al-Uloom (Koranschool, letterlijk: Huis der Kennis)
- Faculteit Verpleegkunde
- Faculteit Toerisme en Hotels
- Faculteit Al-Alsun (Taalwetenschappen)
- Faculteit Farmacie
- Faculteit Informatica
- Faculteit Specifieke Educatie
- Faculteit Kinderopvang